# Serries von Schedelich
Serries von Schedelich (auch unter dem Vornamen Sergius bekannt) (* im 16. Jahrhundert; † 1604) war Domherr in Münster.

## Leben
Serries von Schedelich entstammte der westfälischen Burgmännerfamilie Schedelich, die ihren Sitz über sechs Generationen im Rittergut Osthoff hatte. Sie stellte über lange Zeit die Burgmannen in Hausdülmen.
Sergius war der Sohn des Jaspar von Schedelich zu Osthoff und dessen Gemahlin Katharina von Heiden zu Hagenbeck. Sein Bruder Caspar († 1570) war Domherr in Münster.
Am 29. September 1566 wurde Sergius Domherr in Münster. Er blieb nur bis zum Jahresende im Besitz der Pfründe und heiratete Ottonia Droste zu Vischering. Aus der Ehe stammte die Tochter Anna, die mit Johann von Gahr verheiratet war.
Im Archiv „Tatenhausen, Haus Osthoff“ liegt ein Tauschvertrag zwischen Serries von Schedelich zu Osthof und den Verwaltern des Heilig-Geist-Armenhauses zu Dülmen aus dem Jahre 1578. Es handelte sich um den Tausch von Parzellen im Osthofer Esch und im Dülmener Esch. Serries kam durch einen tragischen Jagdunfall ums Leben. Mit seinem Tod erlosch das Geschlecht Schedelich im Mannesstamme.